# Кортен, Элен
Элен Кортен (фр. Hélène Cortin; род. 7 февраля 1972, Malo-les-Bains) — французская гребчиха, выступавшая за сборную Франции по академической гребле в период 1989—1996 годов. Бронзовая призёрка летних Олимпийских игр в Атланте, двукратная чемпионка мира, победительница и призёрка многих регат национального значения.

## Биография
Элен Кортен родилась 7 февраля 1972 года в коммуне Дюнкерк департамента Нор, Франция. Занималась академической греблей в местном клубе Sporting Dunkerquois.
Впервые заявила о себе на международном уровне в сезоне 1989 года, когда вошла в состав французской национальной сборной и побывала на юниорском мировом первенстве в Сегеде, откуда привезла награду серебряного достоинства, выигранную в зачёте распашных рулевых восьмёрок. Год спустя на аналогичных соревнованиях в Эгбелете повторила это достижение в той же дисциплине.
В 1991 году на чемпионате мира в Вене стала седьмой в безрульных четвёрках и шестой в рулевых восьмёрках.
Благодаря череде удачных выступлений удостоилась права защищать честь страны на летних Олимпийских играх 1992 года в Барселоне — в программе женских распашных четвёрок без рулевой квалифицировалась лишь в утешительный финал B и расположилась в итоговом протоколе соревнований на седьмой строке.
После барселонской Олимпиады Кортен осталась в составе гребной команды Франции на ещё один олимпийский цикл и продолжила принимать участие в крупнейших международных регатах. Так, 1993 году в безрульных двойках она одержала победу на чемпионате мира в Рачице, а в 1994 году вновь была лучшей на мировом первенстве в Индианаполисе.
Находясь в числе лидеров французской национальной сборной, благополучно прошла отбор на Олимпийские игры 1996 года в Атланте. На сей раз вместе с напарницей Кристин Госс финишировала третьей позади экипажей из Австралии и США — тем самым завоевала бронзовую олимпийскую медаль. Вскоре по окончании этих соревнований приняла решение завершить спортивную карьеру.
За выдающиеся спортивные достижения была награждена орденом Заслуг в степени кавалера.